# Frank J. Starzel
Franck J. Starzel (1904-1990), journaliste et patron de presse américain, a été directeur général d’Associated Press de 1948 à 1962.

## Biographie
Il a appris le journalisme dans la publication de son père, dans l’Iowa, à LeMars, le Globe Post, où il écrit ses premiers articles à l’âge de 13 ans.
University of Notre Dame et de l’University of Iowa, il a travaillé comme journaliste au Press Citizen à Iowa City puis à Des Moines, où il est l’assistant du directeur général, puis entre en 1929 à l’Associated Press.
Il a graduellement aboli les strates managériales opérationnelles entre 1949 et 1954, et permis à l’AP de connaître une croissance lente mais régulière dans les années 1950. Il introduit le télétype et les services de transmission de la photo à distance dans 87 pays.
Quand il a pris la direction d’Associated Press en 1948, le service a 4.274 abonnés dans le monde et un budget annuel de 22 millions de dollars. À son départ 14 plus tard, le nombre de membres a doublé, pour atteindre 8,620 et le budget également, avec 40 millions de dollars par an.
Il prend sa retraite le 15 octobre 1962, après 33 ans au service d’Associated Press.